# Дурні та їхні гроші
«Дурні та їхні гроші» (англ. Fools and Their Money) — американська кінокомедія режисера Герберта Блаше 1919 року.

## У ролях
- Еммі Велен — Луїза Алленбі
- Джек Мулголл — Річард Томпкінс
- Емметт Кінг — Вільям А. Алленбі
- Моллі Макконнелл — Гвендолін Алленбі
- Бетті К. Петерсон — Джейн Томпкінс
- Вільям В. Монг — Мартін Томпкінс
- Герард Александр — місіс Нора Томпкінс
- Джон Степлінг — шеф
- Бертрам Грессбі — Чоллі Ван Дасен
- Гордон Марр — Персі Вінслоу